# モルビリウイルス属
モルビリウイルス属(Genus Morbillivirus)とはモノネガウイルス目パラミクソウイルス科オルソパラミクソウイルス亜科に属するRNAウイルスの1属。15.7 - 15,9kbのマイナス一本鎖RNAをゲノムに持つ。モルビリウイルス属に属する多くのウイルスが牛疫や麻疹、犬ジステンパーのような高い伝染力を有する疾病を引き起こす。しかし、当該属のウイルス特性として、(1)限られた宿主に感染、(2)血清型が単一である、などの理由によりワクチン接種による感染抑制や感染動向調査が容易である。従って流行を効果的に制御できる。
同属ウイルス野生動物での集団感染事例として、
1. 1988年：北海で17,000頭以上のアザラシが死亡。
2. 1994年：イヌジステンパーウイルスがタンザニアの国立公園のライオンを感染させ、1000頭以上が死亡。

等があり、陸棲および水棲哺乳類に大きな影響を与える問題として注目されている。